# Discaria
Discaria – rodzaj roślin z rodziny szakłakowatych (Rhamnaceae). Obejmuje 6 gatunków. Trzy z nich rosną w południowej części Ameryki Południowej, dwa (D. pubescens i D. nitida) w południowo-wschodniej Australii i na Tasmanii oraz jeden (D. toumatou) w Nowej Zelandii. Specyficzny zasięg określany jest jako gondwański, bowiem świadczy o genezie rodzaju sięgającej istnienia tego kontynentu. Są to cierniste krzewy z drobnymi kwiatami rozwijającymi się zwykle późnym latem, zapylane przez owady. Rosną na stokach gór, wzgórz i wydm, w suchych dolinach, często tworząc zarośla. Zasiedlanie ubogich siedlisk umożliwia im obecność na korzeniach brodawek korzeniowych, w których żyją promieniowce z rodzaju Frankia, mające zdolność asymilowania wolnego (atmosferycznego) azotu. Owoce otwierają się eksplozywnie wyrzucając nasiona lub mają zdolność unoszenia się na wodzie.
Niektóre gatunki są uprawiane jako ozdobne ze względu na oryginalny, silnie ciernisty pokrój oraz silnie pachnące kwiaty.

## Morfologia

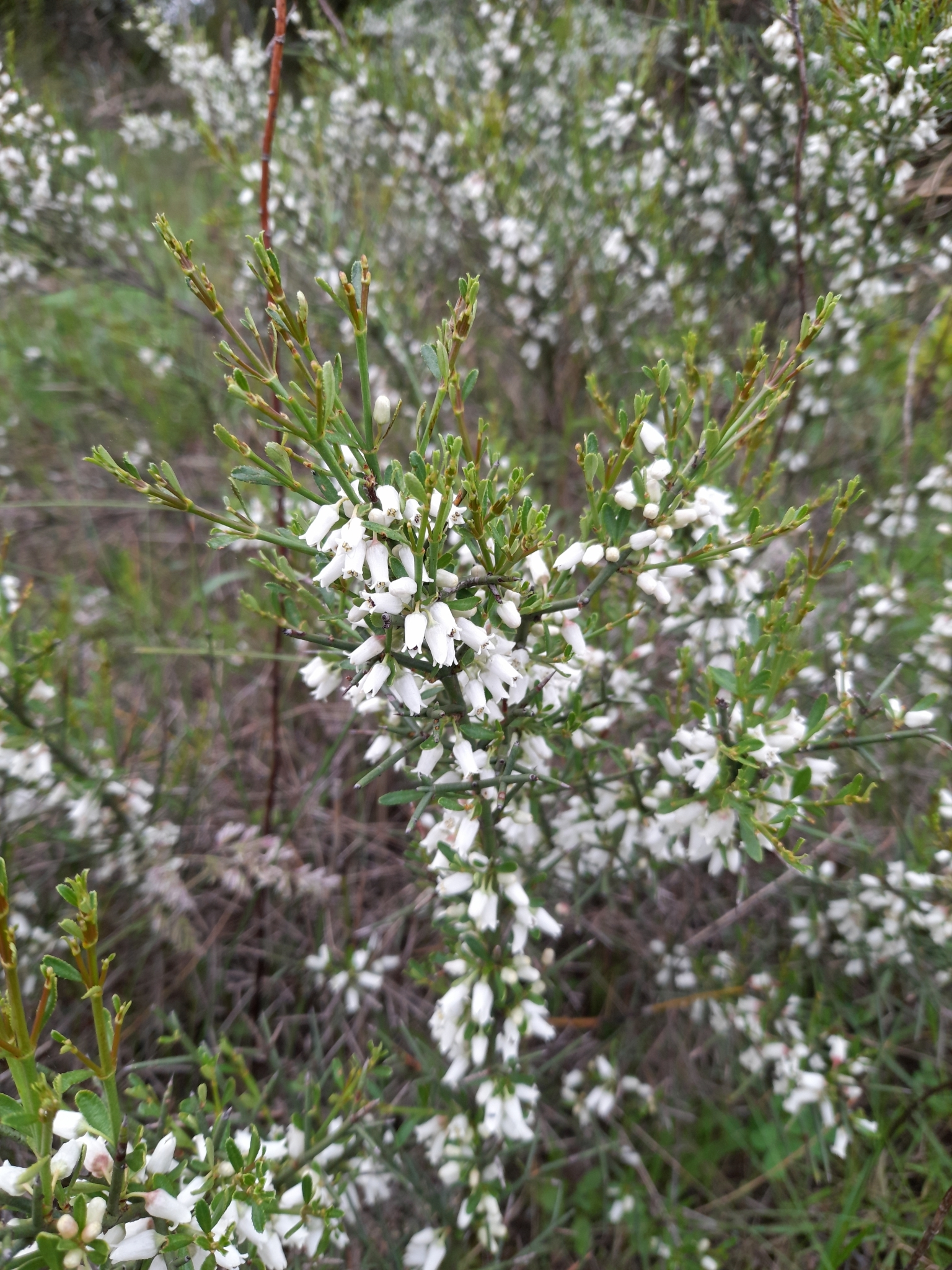
Discaria americana

PokrójKrzewy, czasem niskie drzewa osiągające do 5 m wysokości, zwykle bardzo silnie cierniste, z krótkopędami zmodyfikowanymi w ciernie.
LiścieZimozielone lub częściowo sezonowe, naprzeciwległe, zwykle występujące tylko na młodych pędach, ogonkowe, z trójkątnymi, trwałymi przylistkami, blaszki zwykle wąskie.
KwiatyObupłciowe, pojedyncze lub skupione po kilka-kilkadziesiąt w pęczki. Hypancjum jest krótkorurkowate. Działki kielicha w liczbie 4 lub 5 są barwne – białe, kremowe lub zielonkawe, wzniesione lub odgięte na zewnątrz. Płatki korony silnie zredukowane, kapturkowate lub ich brak. Pręciki są 4 lub jest ich 5, wyrastają z okazałego dysku miodnikowego, są krótsze lub równe okwiatowi. Zalążnia jest wpół dolna lub górna, powstaje z trzech, rzadko czterech owocolistków, szyjka słupka jest trójdzielna lub niepodzielona.
OwoceTorebki kulistawe, brązowe, otwierające się trzema klapami.

## Systematyka
Jeden z rodzajów z rodziny szakłakowatych (Rhamnaceae). Stanowi takson monofiletyczny w obrębie plemienia Colletieae. Z rodzaju wyodrębniono w 2005 roku dwa gatunki w osobny rodzaj Ochetophila, dzięki czemu jest on w obecnym ujęciu taksonem monofiletycznym. Discaria tworzy wspólny klad z Ochetophila, Adolphia i kollecją Colletia.
Wykaz gatunków
- Discaria americana Gillies & Hook.
- Discaria articulata (Phil.) Miers
- Discaria chacaye (G.Don) Tortosa
- Discaria nitida Tortosa
- Discaria pubescens (Brongn.) Druce
- Discaria × serratifolia (Miers) Benth. & Hook.f. ex Mast.
- Discaria toumatou Raoul